# Sülzhochfläche
Die Sülzhochfläche ist laut dem Handbuch der naturräumlichen Gliederung Deutschlands eine naturräumliche Einheit mit der Ordnungsnummer 338.41 und gehört zu dem übergeordneten Naturraum 338.4 (Agger-Sülz-Hochflächen). Sie umfasst große Teile des Overather Stadtgebiets mit dem Ortsteil Heiligenhaus im Zentrum des Naturraums, den Südosten von Bergisch Gladbach jenseits von Herkenrath um den Ortsteil Herweg, den Nordosten von Rösrath um den Ortsteil Bleifeld und den äußersten Norden von Lohmar um den Ortsteil Dahlhaus. Der äußerste Nordostzipfel des Königsforst befindet sich ebenfalls im Naturraum.
Die Sülzhochfläche grenzt im Norden an die Paffrather Kalkmulde (Ordnungsnummer 338.23), an die Bärbroicher Höhe (338.224) und die Sülzsenken und -rücken (338.225), im Südosten an das Overather Aggertal (338.42), im Süden an die Scheiderhöhe (338.60) und im Westen an den Bensberg-Forsbacher Gebirgsrand (338.40).
Es handelt sich um eine Hochfläche, die eine Höhe von 200 bis 250 m aufweist und im Südosten scharf von dem tief eingeschnittenen Tal der Agger und im Süden von der Trasse der Aggertalbahn begrenzt ist. Im Norden markieren die Täler des Velbachs und einer seiner Zuflüsse den Rand der Hochfläche. Ebenfalls tief eingeschnitten ist das Tal der mittleren Sülz, die die Sülzhochfläche in zwei Teile zerschneidet. Als Einzelerhebung ragt der Lüderich im Südwesten als erzhaltiger Härtlingsrücken aus der Hochfläche heraus. Im Bereich des Sülztals nördlich vom Lüderich wurden seit dem 15. Jahrhundert Bleiglanz und Zinkblende abgebaut, die Lagerstätten trugen in der zweiten Hälfte des 20. Jahrhunderts fast 10 % des westdeutschen Zinkabbaus bei. Die Blei-Zink-Lagerstätten des Bensberger Erzreviers sind an Verwerfungen gebunden, bei denen Bensberger Rotschiefergesteine von Grauwacken getrennt werden. Weitere Schachtanlagen und Halden zwischen Moitzfeld und Immekeppel oder bei Herkenrath weisen auf den umfangreichen ehemaligen Bergbauaktivitäten auf der Sülzhochfläche hin.
Die land- und forstwirtschaftliche Nutzung der Hochfläche lässt sich in zwei Bereiche gliedern. Östlich von Bensberg bis zum Sülztal oder nördlich von Heiligenhaus und im Bereich Schmitzhöhe weisend die Böden schwach basenhaltige Braunerden und Parabraunerden auf, die eine intensive Nutzung als Agrarflächen zulassen. Ansonsten herrschen Hochwälder aus Nadel- und Laubbäumen vor.